# Буропоясничный лесной филидор
Буропоясничный лесной филидор (лат. Automolus melanopezus) — вид воробьиных птиц из семейства печниковых. Подвидов не выделяют. Распространён в Южной Америке.

## Описание
Буропоясничный лесной филидор достигает длины 16—18 см и массы от 27 до 32 г. Половой диморфизм не выражен. У взрослых особей лицо в основном насыщенного тёмно-коричневого цвета, с неясными более светлыми полосками на ушных раковинах, уздечка местами с коричневатым и сероватым оттенком; макушка насыщенного коричневого цвета, на лбу несколько слабых более светлых пятен. Спина и надхвостье насыщенно коричневые, верхние кроющие перья хвоста с каштановым оттенком. Кроющие перья крыльев тёмно-красновато-коричневые, маховые перья чуть более рыжеватые, изгиб крыльев тускло-охристый. Хвост слегка закруглённый, тускло-красновато-коричневый. Горло тускло-желтовато-коричневое, грудь и брюхо светло-коричневые; бока тёмно-коричневые, с рыжеватым оттенком на нижних частях, нижние кроющие перья хвоста светло-рыжевато-коричневые. Радужная оболочка от тёмно-красной до оранжевой; надклювье от тёмно-сероватого до черноватого цвета, иногда с бледным кончиком, подклювье от бледно-серого до серовато-коричневого цвета. Цевка и пальцы ног от оливково-серого до зеленоватого-серого цвета. У молодых особей нижняя часть тела темнее, коричневая, узкие тёмные края перьев на макушке, груди и брюхе, горло светлее, радужная оболочка коричневая.
Песня представляет собой быстрые, ритмичные «whip, whip, whudidididit-wrrrrrr» или стаккато «whe-de-de-de-de-de-de», которое длится примерно 1—1,5 сек..

## Распространение и места обитания
Буропоясничный лесной филидор распространён в Южной Америке: юго-восток Колумбии, восток Эквадора и север Перу; отдельные популяции на юго-востоке Перу, на западе Бразилии и севере Боливии. Естественной средой обитания являются тропические вечнозеленые леса, в основном пойменные, преимущественно обитает в бамбуковых (род Guadua) зарослях или вблизи них; встречается на высоте 300—600 м над уровнем моря.

## Биология
Буропоясничный лесной филидор обычно кормится парами, часто присоединяется к смешанным группам кормящихся птиц, добывает пищу в густом подлеске и на нижних уровнях среднего яруса. В состав рациона входят прямокрылые (Orthoptera), жесткокрылые (Coleoptera) и пауки (Araneae); также отмечены клопы (Heteroptera) и мелкие древесные лягушки.
Биология размножения практически не исследована. Устраивает гнездо в норе, вырытой на склоне.